# Saint-Sever-de-Rustan
Saint-Sever-de-Rustan ist eine französische Gemeinde mit 158 Einwohnern (Stand 1. Januar 2022) im Département Hautes-Pyrénées in der Region Okzitanien. Sie gehört zum Kanton Val d’Adour-Rustan-Madiranais im Arrondissement Tarbes. 

## Lage
Die Gemeinde Saint-Sever-de-Rustan liegt am Arros, etwa 23 Kilometer nordöstlich von Tarbes an der Grenze zum Département Gers. Der Lurus begrenzt das Gemeindegebiet im Osten. Die Gemeinde ist umgeben von folgenden Nachbargemeinden:
| Sénac  | Montégut-Arros (Département Gers)           | Moumoulous, Fréchède |
| Mansan | Kompassrose, die auf Nachbargemeinden zeigt | Mazerolles           |
| Peyrun | Laméac                                      | Bouilh-Devant        |

## Bevölkerungsentwicklung
| Jahr                       | 1962 | 1968 | 1975 | 1982 | 1990 | 1999 | 2008 | 2020 |
| -------------------------- | ---- | ---- | ---- | ---- | ---- | ---- | ---- | ---- |
| Einwohner                  | 194  | 159  | 142  | 119  | 140  | 137  | 153  | 161  |
| Quellen: Cassini und INSEE |      |      |      |      |      |      |      |      |

## Sehenswürdigkeiten
Die Mairie und die örtliche Abtei (Monument historique) befinden sich im selben Häuserkomplex.